# Орси, Лелио
Лелио Орси, Лелио да Новеллара (итал. Lelio Orsi, Lelio da Novellara; между 1508 и 1511, Новеллара, Эмилия-Романья — 1587, Новеллара) — итальянский художник: рисовальщик, живописец и архитектор периода позднего маньеризма. Автор многих рисунков декоративных изделий из металла.

## Биография
Лелио Орси родился и умер в Новелларе, область Эмилия-Романья на севере Италии, и большая часть его работ была завершена в Реджо-нель-Эмилия. Вероятно, он получил образование в Мантуе и Эмилии, учился рисунку и живописи у Джованни Джаролы, ученика Антонио да Корреджо.
Орси переехал в Реджо-Эмилию в 1538 году, где оставил несколько циклов фресок на фасадах зданий, ныне в значительной степени утерянных. Он был близок к семье Гонзага, был другом и доверенным лицом много работал по их заказам.
Важной датой в творчестве художника стал 1554 год, когда во время поездки в Рим он имел возможность изучить творчество Микеланджело (особенно его поразил цикл фресок Капеллы Пaолинa в Ватикане). Он также находился под влиянием Джироламо Маццола-Бедоли, Джулио Романо, Пармиджанино и Даниэле да Вольтерра.
Орси умер в Новелларе 3 мая 1587 года и похоронен там, в церкви дель Кармине.

## Творчество
В. Г. Власов в сборнике биографий «Стили в искусстве» дал краткую характеристику этого мало известного ныне художника:

 Орси склонен к сказочным, причудливым, фантастическим формам и мотивам. Индивидуальный стиль Орси формировался под влиянием искусства Джулио Романо и Микеланджело и, хотя он более поверхностен, отличается спиритуализмом и мистикой
Под фамилией Орси известны и другие художники: Бернардино Орси, отец Лелио, живописец; Орси де Орсини (1634—1679) — архитектор, в 1660—1670-х годах работавший в Праге; Орсини Бальдассаре (1732—1810) — архитектор, живописец-декоратор и писатель из Перуджи. Автор путеводителя «Guida di Perugia» (1784).

## Галерея

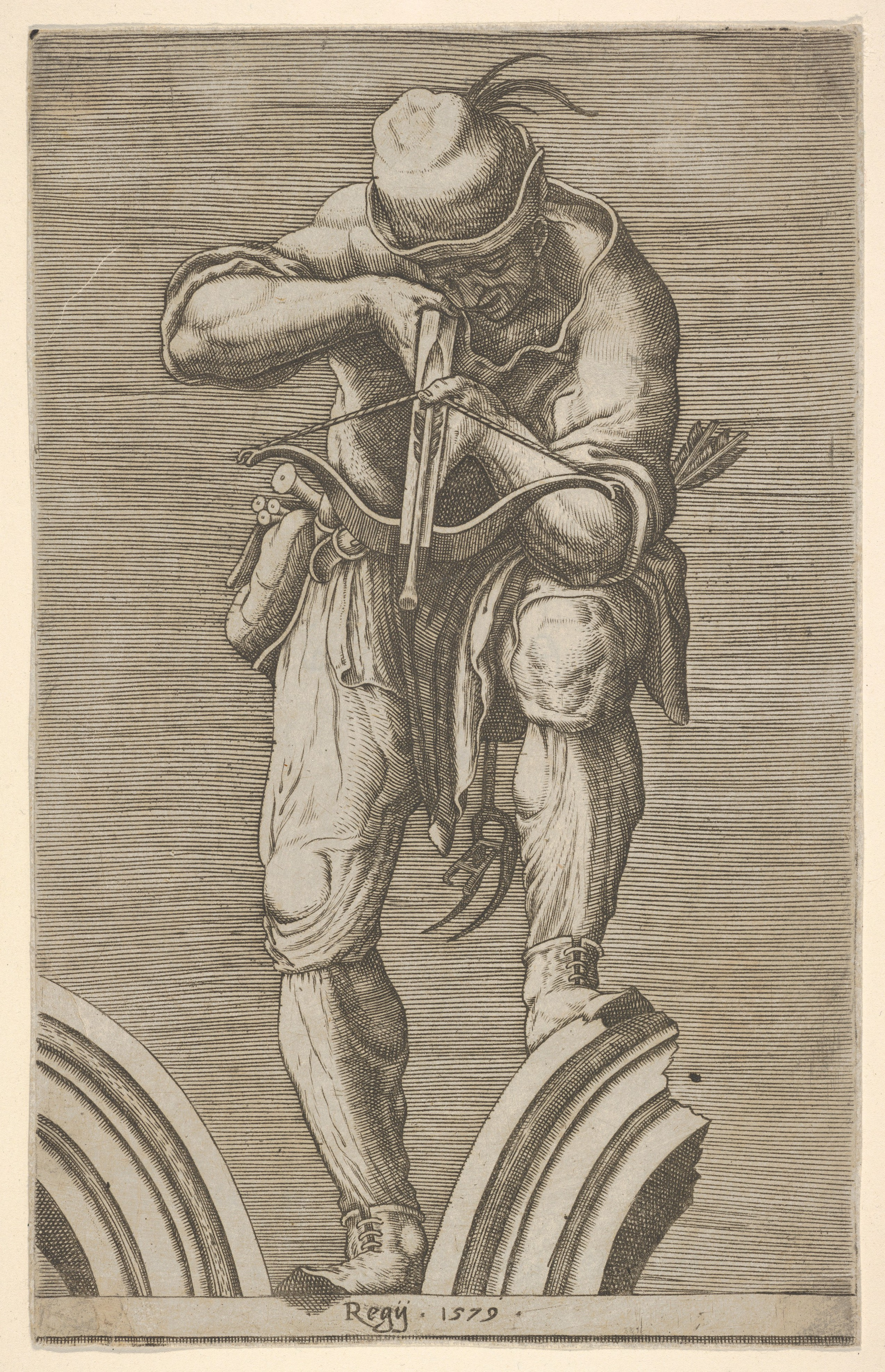
Человек, стреляющий из арбалета. 1579. Офорт К. Корта по рисунку Л. Орси. Метрополитен-музей, Нью-Йорк
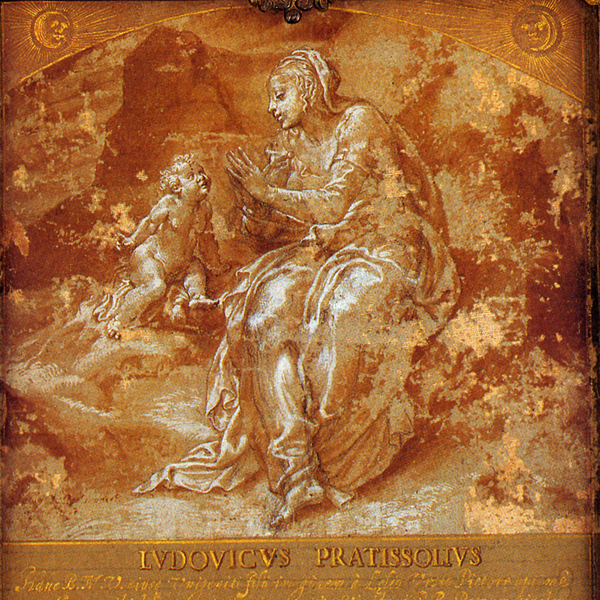
Мадонна с Младенцем. 1569. Бумага на холсте, наклеенном на картон, акварель, кисть, перо, белила. Муниципальный музей, Реджо-Эмилия
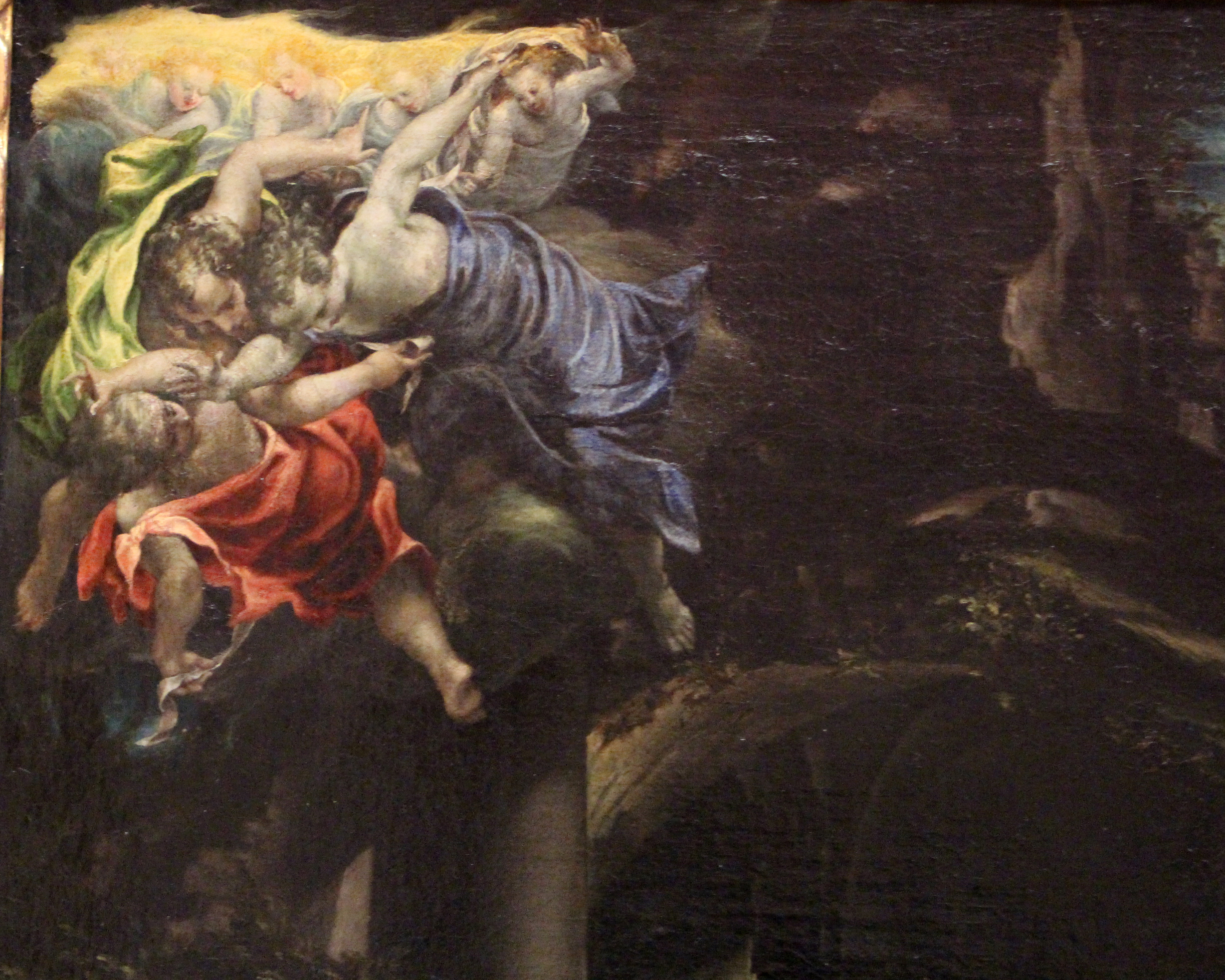
Благовестие пастухам. Между 1570 и 1573. Холст, масло. Берлинская картинная галерея
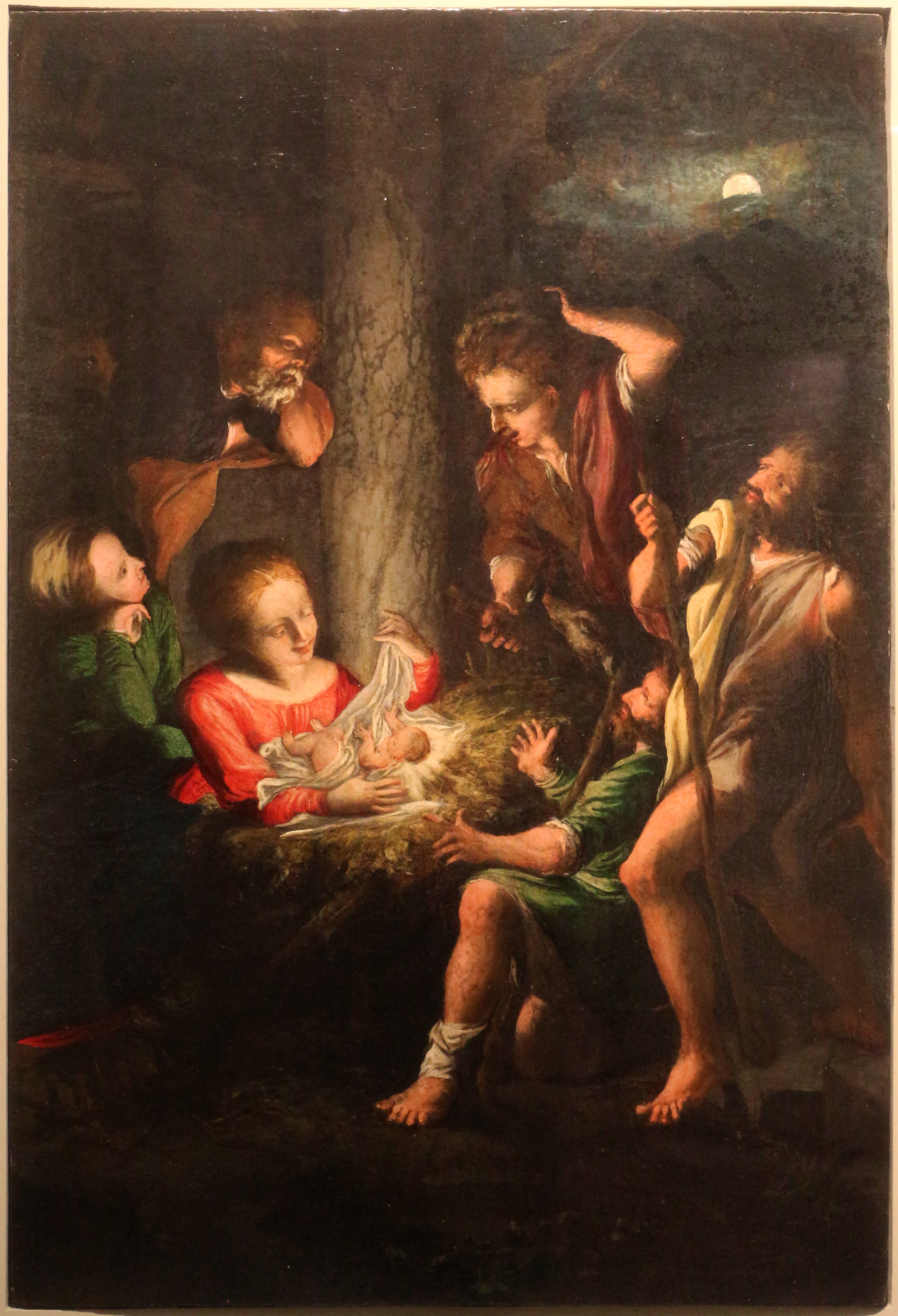
Поклонение пастухов. Холст, масло. Музей венецианского сеттеченто, Ка-Реццонико, Венеция
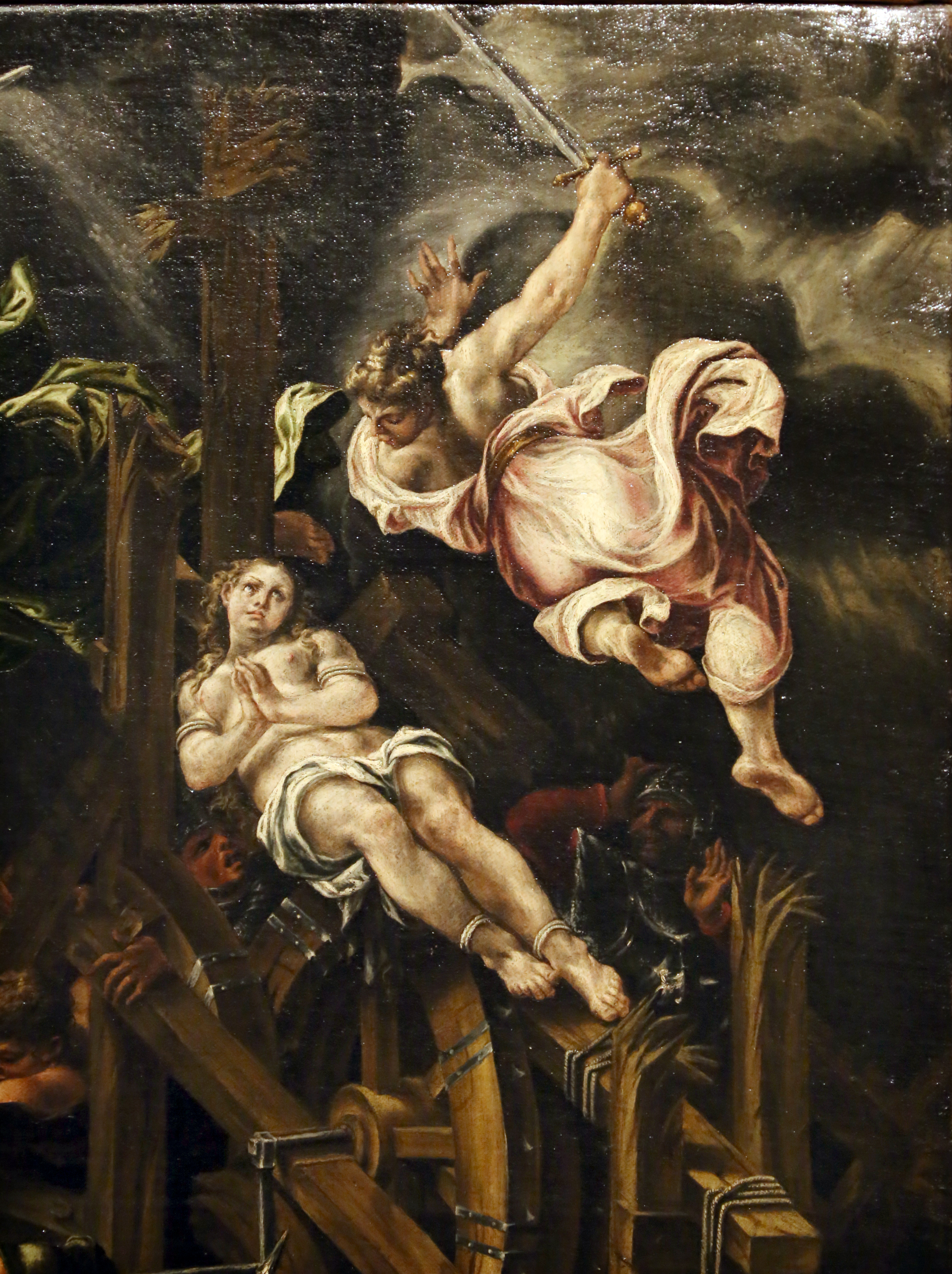
Мученичество святой Екатерины Александрийской. 1560. Холст, масло. Дворец музеев, Модена
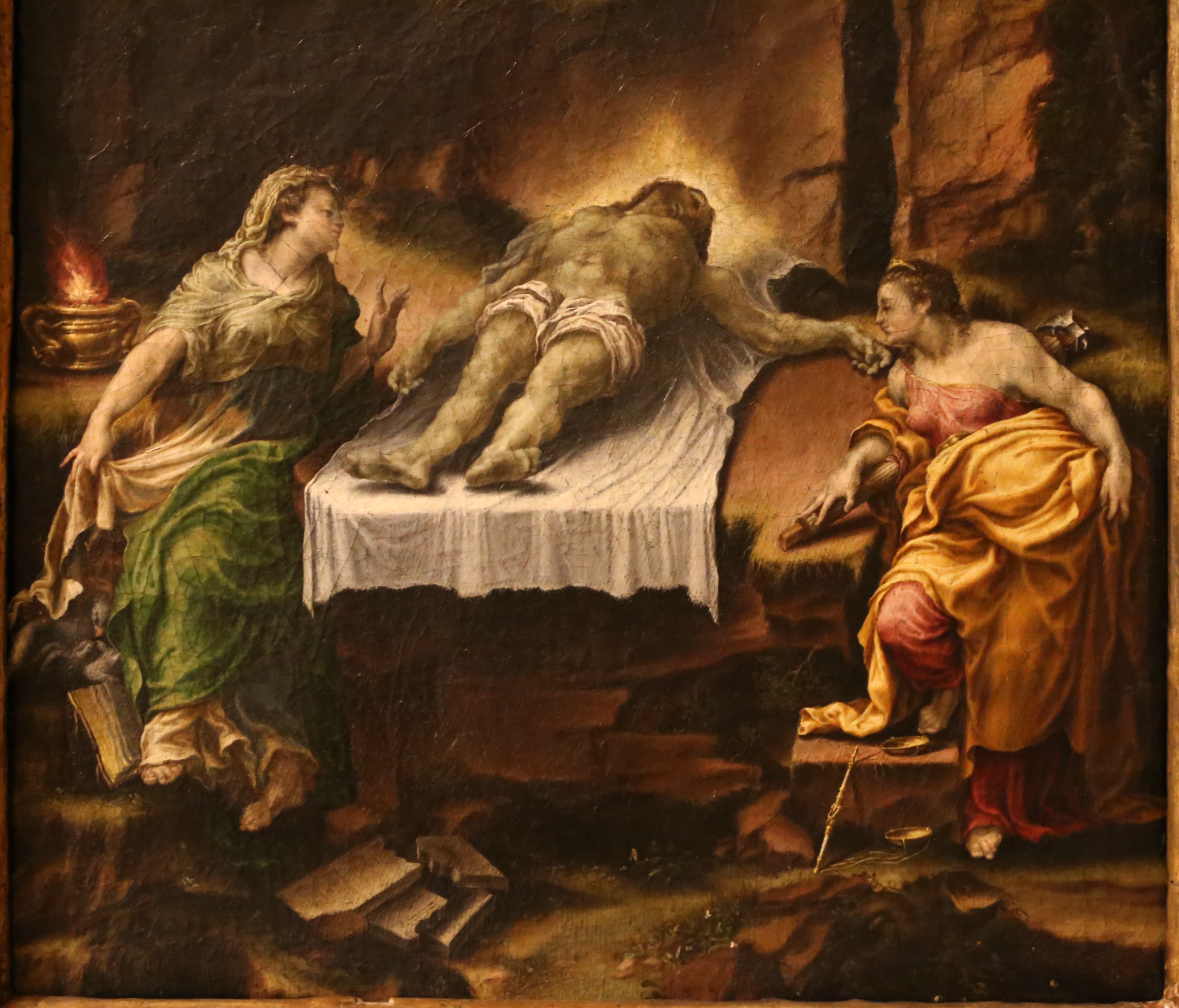
Мёртвый Христос между Милосердием и Справедливостью. Холст, масло. Галерея Эстензе, Модена
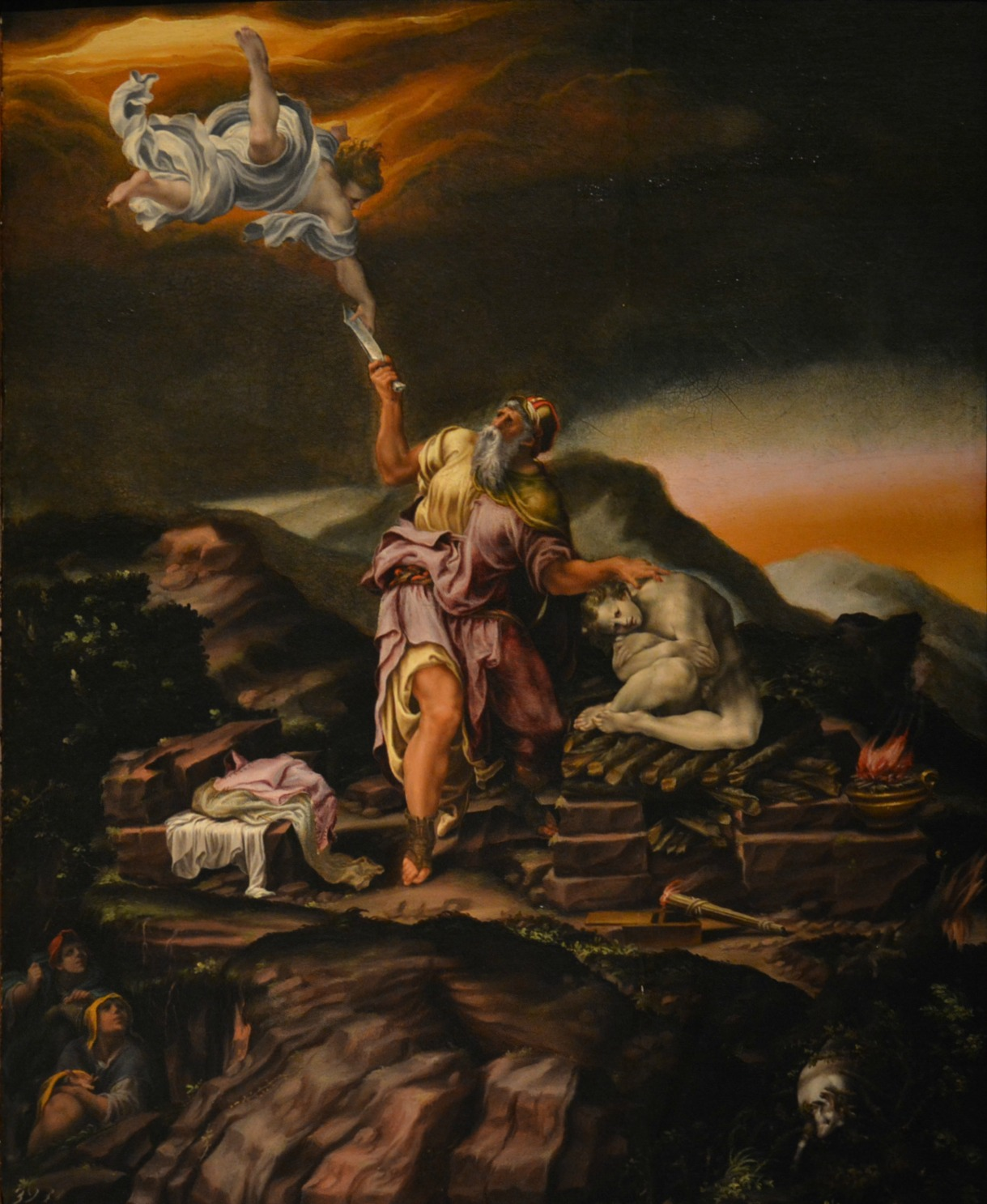
Жертвоприношение Авраама. Холст, масло. Музей Каподимонте, Неаполь
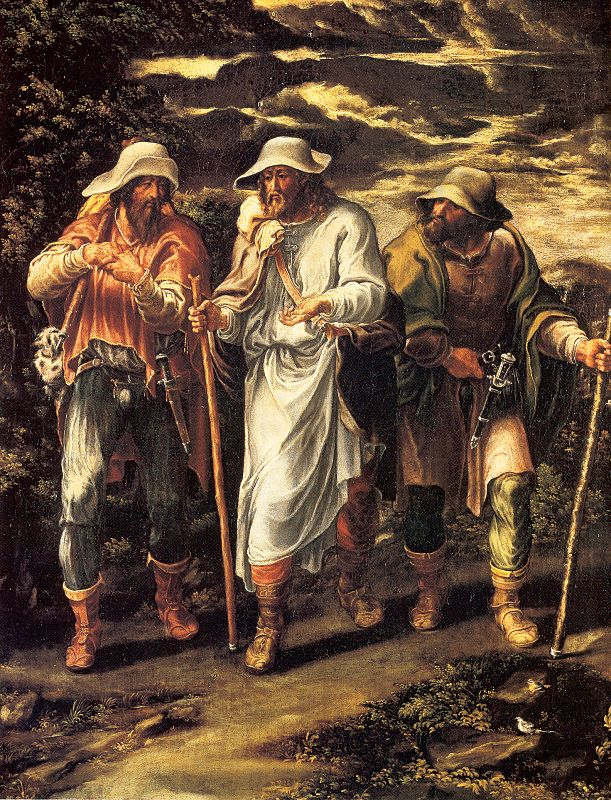
На пути в Эмаус. Между 1560 и 1565. Холст, масло. Национальная галерея, Лондон
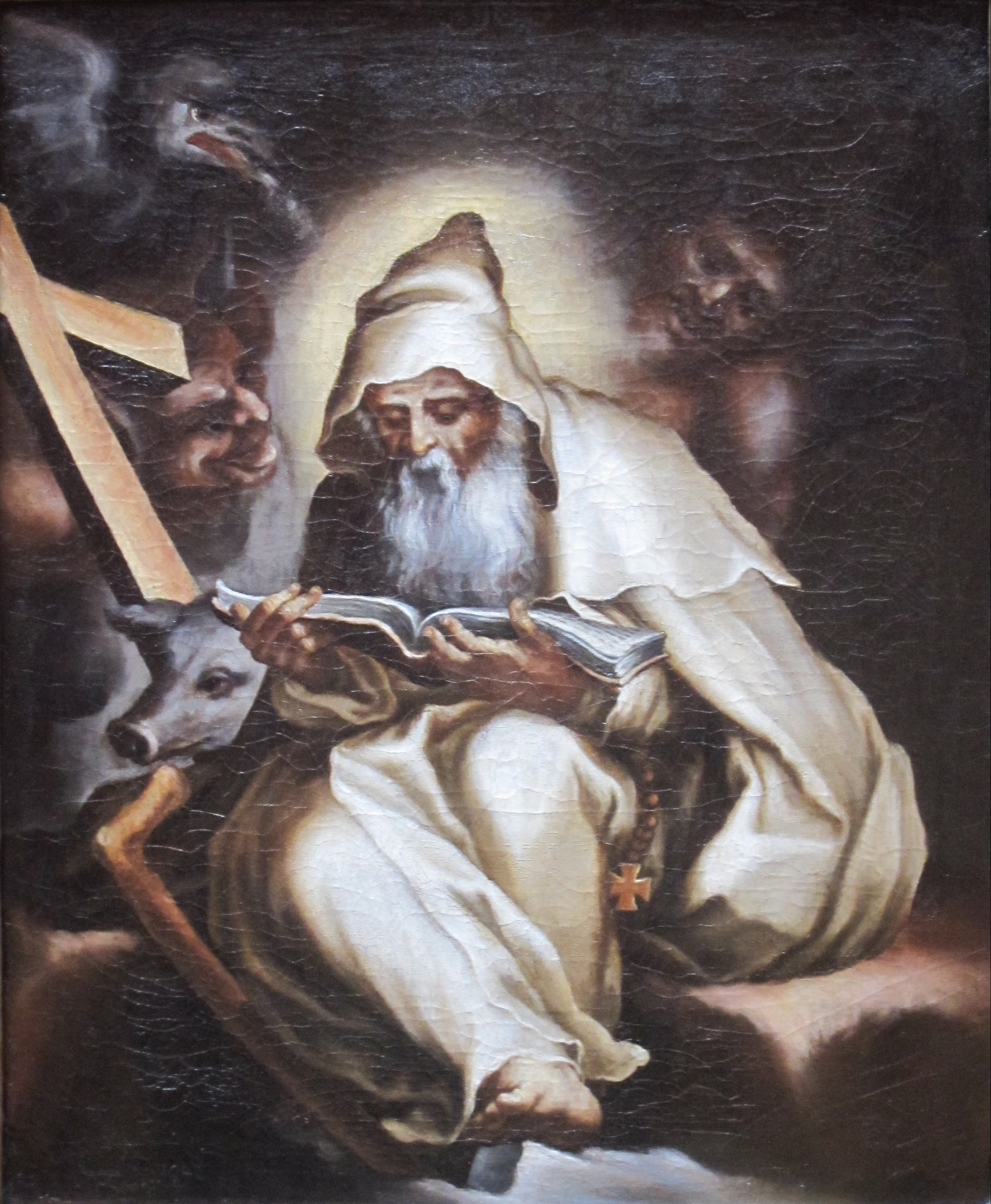
Искушение святого Антония. 1570-е. Холст, масло. Центр Гетти, Лос-Анджелес
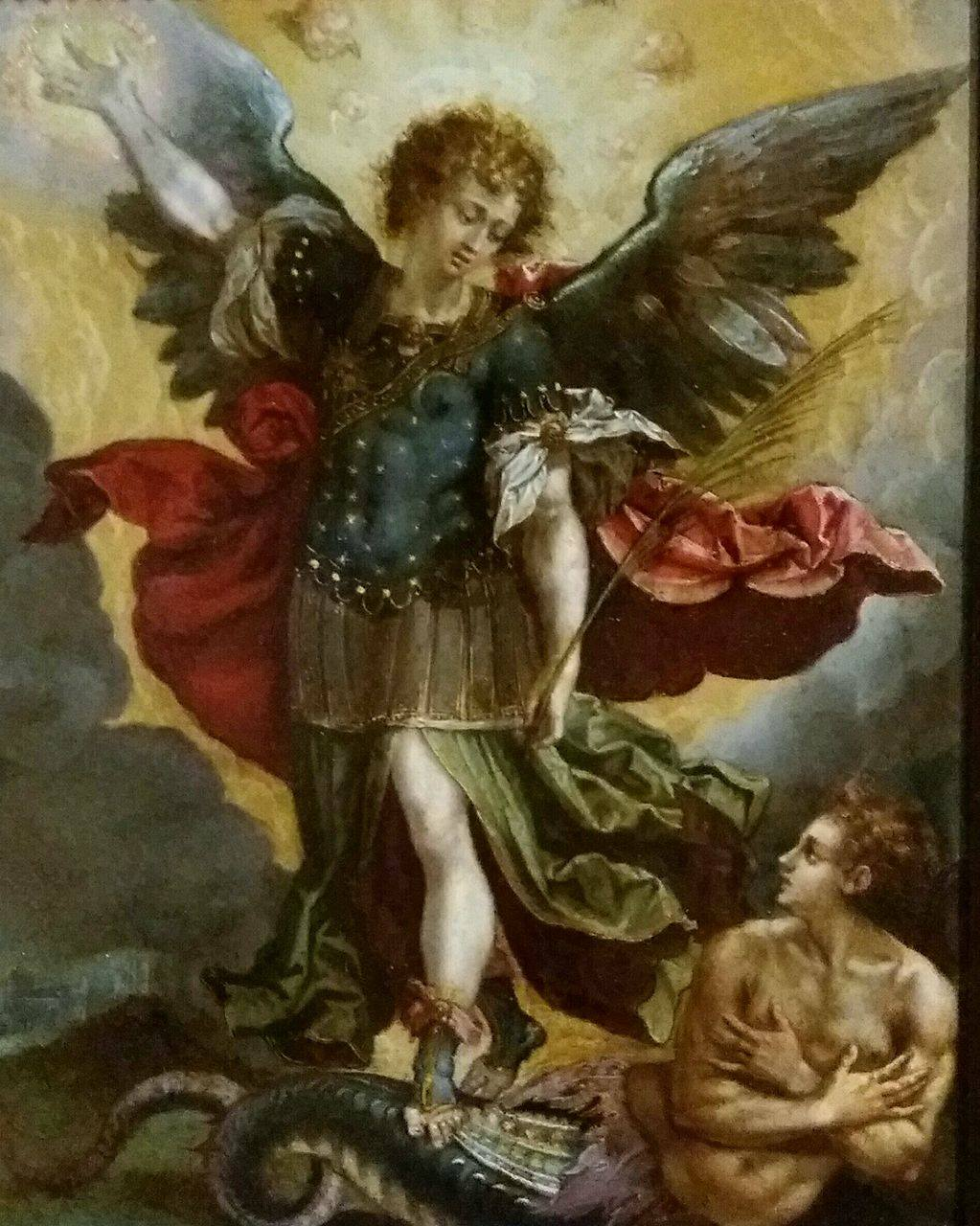
Святой Михаил архангел. Медь, масло. Частное собрание